# Вірменська Радянська Соціалістична Республіка
Вірменська Радянська Соціалістична Республіка  (вірм. Հայկական Սովետական
Սոցիալիստական Հանրապետություն — Haykakan Sovetakan Sotsialistakan Hanrapetutyun, скорочено Вірменська РСР) — республіка у складі колишнього Радянського Союзу.
Проголошена 5 грудня 1936 року.

## Уряд
Структура влади у Вірменській РСР була ідентична іншим радянським республікам. Вищим політичним органом республіки була Верховна Рада Вірменської РСР,  яка мала в своєму складі вищу судову владу республіки — Верховний Суд. Члени Верховної Ради обирались на 5 років, тоді як регіональні депутати обирались на 2,5 роки. Зазвичай всі депутати були членами КПРС.

## Історія

### Початок Радянської влади
29 листопада 1920 року на території Східної Вірменії (де перед тим існувала Демократична Республіка Вірменія), зайнятій Червоною Армією, була проголошена Вірменська Радянська Соціалістична Республіка і створений Революційний комітет Вірменії.
2 грудня 1920 в Єревані було підписано угоду між РРФСР і Республікою Вірменією, за якою вся влада перейшла до Ревкому.
Багато вірмен приєдналися до більшовиків, які наступали, включно з 20-ою і 22-ою дивізіями 11 радянської Червоної Армії.
Після цього було підписано Карський договір, за яким Туреччина поступилася на користь більшовиків Аджарією — в обмін на Карську область Вірменії (сьогодні це турецькі провінції Карс, Иґдир і Ардаган). На територіях, що відійшли до Туреччини, залишилися середньовічна вірменська столиця Ані і духовна святиня вірменського народу — гора Арарат.
Також з волі Й.Сталіна (народного комісара РРФСР у справах національностей) території Нахічевані та Нагорного Карабаху, які 1920 року більшовики обіцяли включити до складу Вірменії, були включені до складу Азербайджанської РСР.
З 12 березня 1922 до 5 грудня 1936 Вірменська РСР входила до складу ЗСФРР разом з Грузинською РСР й Азербайджанською РСР. У цей час вірмени переживали період відносної стабільности. Вірменський алфавіт був реформований; підвищився рівень письменности серед населення.

### За часів Сталіна
За часів правління в СРСР Й.Сталіна у Вірменській РСР інтенсивно розвивалася промисловість, було досягнуто загальної грамотности населення, але жорстоко придушувався націоналізм. 
1936 року ЗСРФР було скасовано, соціалістичні республіки Вірменія, Азербайджан і Грузія безпосередньо ввійшли до складу СРСР.
Сталін запровадив низку заходів із переслідування Вірменської Апостольської Церкви.
За часів Великого терору десятки тисяч вірмен були страчені та депортовані. 1944 року близько 200,000 вірмен-гемшинів було депортовано з Грузинської РСР до Казахської РСР й Узбецької РСР.

### Вірменська імміграція
Республіка зазнала важких втрат після війни, тому Сталін дозволив Вірменії вести відкриту імміграційну політику, діаспорі запропоновано повернутися на Прабатьківщину задля зміцнення її трудових ресурсів. Вірмени, які мешкали у таких країнах, як Кіпр, Франція, Греція, Ірак, Ліван і Сирія, були або жертвами або нащадками жертв геноциду. Їм запропонували переїхати до Вірменії за рахунок Радянського уряду. Приблизно 150,000 вірмен іммігрували до Радянської Вірменії в період з 1946 по 1948 рік. Більшість щойно прибулих говорили західно-вірменським діалектом, тоді як у Вірменії розмовляли східно-вірменською.

### За часів Горбачова
Михайло Горбачов розпочав політику гласности та перебудови. Гемшини, яких депортував Сталін у Казахстан, направили запит до уряду щодо переселення у Вірменську РСР. Ця пропозиція була відхилена радянською владою через побоювання конфлікту між мусульманами-гемшинами та християнами-вірменами. Але інші події, які сталися у цей час, зробили етнічні зіткнення між християнами-вірменами та мусульманами неминучими.
Нагорний Карабах, який більшовики обіцяли Вірменії, але Сталін передав у склад Азербайджанської РСР, розпочав мирний, демократичний рух об'єднання области з Вірменією. Більшість вірменського населення в області стверджувала, що вони побоюються примусової ісламізації регіону. 20 лютого 1988 р. вірменські депутати Національної Ради Нагорного Карабаху проголосували за об'єднання регіону з Вірменією . Відбулися демонстрації в Єревані на підтримку карабаських вірмен. Азербайджанські керманичі закликали до контрдемонстрацій, які вилилися у погроми вірмен в місті Сумгаїт.
Незабаром спалахнули етнічні заворушення між вірменами й азербайджанцями у місцях спільного проживання. Горбачову було надіслано офіційне письмове прохання щодо об'єднання Нагорного Карабаху з Вірменією, проте клопотання було відхилене навесні 1988 р.

### Незалежність
5 травня 1990 року була створена Нова Вірменська Армія (НВА), не підконтрольна Радянській Армії. 28 травня планувалося святкування річниці створення ДРВ. 27 травня спалахнули бойові дії між НВА та військами МВС СРСР, внаслідок чого загинули 5 вірмен, а свято довелося скасувати.
23 серпня 1990 Вірменська РСР перейменована на Республіку Вірменія, але лишилася у складі СРСР до офіційного проголошення незалежності в 1991 році.
16 березня 1991 Вірменія (разом з країнами Балтії, Грузією та Молдовою) бойкотувала референдум щодо збереження СРСР (78% всіх виборців у регіонах, де референдум відбувся, проголосували за збереження Радянського Союзу). 23 серпня 1991 Вірменія оголосила незалежність від СРСР.